# Люхов
Люхов (нім. Lüchow) — місто в Німеччині, розташоване в землі Нижня Саксонія. Адміністративний центр району Люхов-Данненберг і об'єднання громад Люхов.
Площа — 89,01 км2. Населення становить 9407 ос. (станом на 31 грудня 2021).